# Apophua honmai
Apophua honmai är en stekelart som beskrevs av Setsuya Momoi 1978. Apophua honmai ingår i släktet Apophua och familjen brokparasitsteklar. Inga underarter finns listade i Catalogue of Life.